# Pernes-lès-Boulogne
Pernes-lès-Boulogne település Franciaországban, Pas-de-Calais megyében. Lakosainak száma 419 fő (2022. január 1.). Pernes-lès-Boulogne Conteville-lès-Boulogne, Pittefaux, Saint-Martin-Boulogne, Wierre-Effroy, Wimille és La Capelle-lès-Boulogne községekkel határos.

## Népesség
A település népességének változása:
| Lakosok száma | 460  | 448  | 454  | 421  | 425  | 418  | 414  | 417  | 419  |
|               | 2013 | 2015 | 2016 | 2017 | 2018 | 2019 | 2020 | 2021 | 2022 |